# Vesna Zovko
Vesna Zovko (Mostar, 1967.) je hrvatska i bosanskohercegovačka pjesnikinja i novinarka.

## Životopis
Diplomirala je novinarstvo i hrvatski jezik i književnost na mostarskom Sveučilištu. 
Za prvu neobjavljenu zbirku poezije Pozornica i nebo nagrađena prijeratnom književnom nagradom Mak Dizdar na pjesničkoj manifestaciji Slovo Gorčina, a za najbolju antiratnu priču Iznajmi mi bajku 1995. godine nagradom TRN-a.
Članica je Društva hrvatskih književnika Herceg Bosne, novinarka je HRT-a i kolumnistica mostarskog Dnevnog lista.

## Djela
- Čuvari svjetlosti (pjesme, 1994.)